# Patrick Dunn
Patrick James Dunn (* 5. února 1950, Londýn) je anglický katolický kněz a biskup, v letech 1994–2021 biskup aucklandský na Novém Zélandu.
Biskup Dunn je také komturem s hvězdou Řádu Božího hrobu a do roku 2022 byl velkopřevorem jeho magistrální delegace na Novém Zélandu, založené roku 2015.